# Torneo de las Cinco Naciones 1994
El Torneo de las Cinco Naciones de 1994 fue la 100° edición del principal Torneo del hemisferio norte de rugby.
Esta edición del torneo fue ganada por Gales.

## Clasificación
| Lugar | Selección  | Partidos | Partidos | Partidos  | Partidos | Puntos  | Puntos    | Puntos | Tabla de puntos |
| Lugar | Selección  | Jugados  | Ganados  | Empatados | Perdidos | A favor | En contra | dif.   | Tabla de puntos |
| ----- | ---------- | -------- | -------- | --------- | -------- | ------- | --------- | ------ | --------------- |
| 1     | Gales      | 4        | 3        | 0         | 1        | 78      | 51        | +27    | 6               |
| 2     | Inglaterra | 4        | 3        | 0         | 1        | 60      | 49        | +11    | 6               |
| 3     | Francia    | 4        | 2        | 0         | 2        | 84      | 69        | +15    | 4               |
| 4     | Irlanda    | 4        | 1        | 1         | 2        | 49      | 70        | -21    | 3               |
| 5     | Escocia    | 4        | 0        | 1         | 3        | 38      | 70        | -32    | 1               |

## Resultados
| 15 de enero | Francia | 35 - 15 | Irlanda | Parc des Princes, París |  |

| 15 de enero | Gales | 29 - 6 | Escocia | Cardiff Arms Park, Cardiff |  |

| 5 de febrero | Irlanda | 15 - 17 | Gales | Lansdowne Road, Dublín |  |

| 5 de febrero | Escocia | 14 - 15 | Inglaterra | Estadio Murrayfield, Edimburgo |  |

| 19 de febrero | Gales | 24 - 15 | Francia | Cardiff Arms Park, Cardiff |  |

| 19 de febrero | Inglaterra | 12 - 13 | Irlanda | Twickenham Stadium, Londres |  |

| 5 de marzo | Irlanda | 6 - 6 | Escocia | Lansdowne Road, Dublín |  |

| 5 de marzo | Francia | 14 - 18 | Inglaterra | Parc des Princes, París |  |

| 19 de marzo | Inglaterra | 15 - 8 | Gales | Twickenham Stadium, Londres |  |

| 19 de marzo | Escocia | 12 - 20 | Francia | Estadio Murrayfield, Edimburgo |  |

## Premios especiales
- Copa Calcuta:  Inglaterra
- Millennium Trophy:  Irlanda